# Valencia Club de Fútbol 2014-2015
Questa voce raccoglie le informazioni del Valencia Club de Fútbol nelle competizioni ufficiali della stagione 2014-2015.

## Stagione
Per l'80ª volta nella storia del club e la 28ª di fila il Valencia partecipa alla Primera División. A differenza delle stagioni precedenti il club non è presente in alcuna competizione continentale a causa dell'ottava posizione ottenuta nel campionato 2013-2014. Il club vive sin da maggio la vendita del 70% delle azioni alla compagnia Meriton Holdings Limited, di proprietà del singaporiano Peter Lim, per la cifra di 300 milioni di euro. Dopo varie riunioni e assemblee, si sono presentate sette offerte per l'acquisto del Valencia, la cui migliore, votata all'unanimità, è stata quella di Meriton. Essa rispettava infatti 19 dei 20 criteri richiesti dalla società, proponendosi come obiettivo la riduzione del debito a 28 milioni di euro dopo cinque anni.
Dopo la vicenda societaria è stato anche cambiato allenatore, con la rescissione del contratto di Pizzi e l'acquisizione del portoghese ex Rio Ave Nuno Espírito Santo.

## Maglie e sponsor
Sin dalla fine della stagione precedente il Valencia ha rotto l'accordo con Joma iniziato nel 2011, iniziando un rapporto con Adidas, che diventa il nuovo sponsor tecnico fino al 2019, anno del centenario della squadra. Non sono invece presente sulle divise gli sponsor del club, lasciando la maglia più pulita. I dettagli visivi sono le strisce nere e arancioni sul colletto e le maniche, le quali presentano i loghi della LFP (destra) e quello di GloVal Respect (sinistra) movimento di stampo valencianista che mira alla crescita umana e professionale dei giovani calciatori. I pantaloncini sono neri con delle strisce bianche ai lati, mentre i calzettoni sono bianchi con lo sponsor tecnico davanti e il pipistrello dietro. Dal punto di vista tecnico la nuova maglia è una delle più leggere con i suoi 100 grammi di peso, e grazie alle nuove tecnologie Adizero e Climacool permette un controllo della temperatura e del sudore garantendo una maggiore ventilazione.
|  | Casa | Trasferta |

## Organigramma societario
Area direttiva
- Presidente: Amadeo Salvo Lillo
- Membri del consiglio: Salvador Martínez Colorado, Juan Cruz Sol Oria, Manuel Peris Santonja, Jose Manuel Ramón Palau Navarro, Miguel Ángel Gil de Pareja Pérez e Mónica Escamilla Condes
- Portavoce del consiglio: Rafael Bonmatí[7]
- Direttore generale: Luis Cervera Torres[8]
- Consigliere area sociale: Juan Cruz Sol[9]

Area organizzativa
- Segretario del consiglio: Auxiliadora Borja Albiol[6]

Area comunicazione
- Responsabile area comunicazione e relazioni esterne: Damià Vidagany[10]

Area marketing
- Direttore marketing: Damià Vidagany
- Responsabile marketing internazionale: Pedro Malabia[11]

Area tecnica
- Direttore sportivo: Braulio Vazquez[13]
- Delegato di campo: Salvador González Marco, meglio conosciuto come Voro
- Allenatore: Nuno Espírito Santo
- Allenatore in seconda:
- Aiuto allenatore:
- Preparatore dei portieri:
- Preparatore atletico:
- Analista tecnico:
- Magazzinieri:

Area sanitaria
- Responsabile settore medico: Juan Albors Baga
- Medici sociali: Luis Silvestre Tatay e Álvaro Sala Lajo
- Infermiere: Pepe de los Santos
- Fisioterapisti: Jeronimo Benavent Canet, Pepe Guillart Castells, Andreu Gramaje Bornay e Juan Carlos Suarez Garcia
- Recupero infortunati: Jordi Sorlí Guerola

## Rosa
Rosa aggiornata al 2 settembre 2014.
| N. |                       | Ruolo | Calciatore       |
| -- | --------------------- | ----- | ---------------- |
| 1  | Brasile (bandiera)    | P     | Diego Alves      |
| 2  | Portogallo (bandiera) | D     | João Cancelo     |
| 3  | Portogallo (bandiera) | D     | Rúben Vezo       |
| 4  | Brasile (bandiera)    | C     | Filipe Augusto   |
| 5  | Germania (bandiera)   | D     | Shkodran Mustafi |
| 6  | Argentina (bandiera)  | D     | Lucas Orbán      |
| 7  | Spagna (bandiera)     | A     | Álvaro Negredo   |
| 8  | Algeria (bandiera)    | C     | Sofiane Feghouli |
| 9  | Spagna (bandiera)     | A     | Paco Alcácer     |
| 10 | Spagna (bandiera)     | C     | Daniel Parejo    |
| 11 | Argentina (bandiera)  | A     | Pablo Piatti     |

| N. |                       | Ruolo | Calciatore       |
| -- | --------------------- | ----- | ---------------- |
| 13 | Spagna (bandiera)     | P     | Yoel             |
| 15 | Argentina (bandiera)  | C     | Enzo Pérez       |
| 17 | Spagna (bandiera)     | A     | Rodrigo          |
| 18 | Spagna (bandiera)     | C     | Javi Fuego       |
| 19 | Spagna (bandiera)     | D     | Antonio Barragán |
| 20 | Argentina (bandiera)  | C     | Rodrigo de Paul  |
| 21 | Portogallo (bandiera) | C     | André Gomes      |
| 23 | Argentina (bandiera)  | D     | Nicolás Otamendi |
| 26 | Spagna (bandiera)     | P     | Jaume Doménech   |
| 27 | Spagna (bandiera)     | C     | Robert Ibañez    |
| 31 | Spagna (bandiera)     | D     | José Gayá        |

## Calciomercato

### Sessione estiva(dall'1/7 al 2/9)
| Acquisti         | Acquisti         | Acquisti          | Acquisti                                          |
| R.               | Nome             | da                | Modalità                                          |
| ---------------- | ---------------- | ----------------- | ------------------------------------------------- |
| C                | Rodrigo de Paul  | Racing Club       | definitivo (4,8 milioni €)                        |
| D                | Aly Cissokho     | Liverpool         | fine prestito                                     |
| A                | Jonathan Viera   | Rayo Vallecano    | fine prestito                                     |
| C                | Éver Banega      | Newell's Old Boys | fine prestito                                     |
| A                | Hélder Postiga   | Lazio             | fine prestito                                     |
| C                | Andrés Guardado  | Bayer Leverkusen  | fine prestito                                     |
| D                | Nicolás Otamendi | Porto             | definitivo (12 milioni €) con bonus (3 milioni €) |
| C                | André Gomes      | Benfica           | definitivo (15 milioni €)                         |
| A                | Rodrigo          | Benfica           | prestito                                          |
| Altre operazioni |                  |                   |                                                   |
| R.               | Nome             | da                | Modalità                                          |

| Cessioni         | Cessioni          | Cessioni      | Cessioni                                          |
| R.               | Nome              | a             | Modalità                                          |
| ---------------- | ----------------- | ------------- | ------------------------------------------------- |
| D                | Juan Bernat       | Bayern Monaco | definitivo (11 milioni €) con bonus (1 milione €) |
| D                | Philippe Senderos |               | svincolato                                        |
| C                | Seydou Keita      |               | svincolato                                        |
| C                | Oriol Romeu       | Chelsea       | fine prestito                                     |
| A                | Eduardo Vargas    | Napoli        | fine prestito                                     |
| C                | Federico Cartabia | Córdoba       | prestito con diritto di riscatto                  |
| D                | Ricardo Costa     |               | rescissione contratto                             |
| D                | Jérémy Mathieu    | Barcellona    | definitivo (20 milioni €)                         |
| C                | Míchel            | Getafe        | prestito annuale con opzione di rinnovo           |
| Altre operazioni |                   |               |                                                   |
| R.               | Nome              | a             | Modalità                                          |
| D                | Adil Rami         | Milan         | riscatto cartellino (4,25 milioni €)              |
| A                | Dorlan Pabón      | Monterrey     | definitivo (1,4 milioni €)                        |

## Risultati

### Primera División

#### Girone d'andata
| Arbitro: | Del Cerro Grande (Comitato Madrileño) |

|           |           |           |
| Vidal 44’ | Marcatori | 88’ Orbán |

| Arbitro: | Estrada Fernández (Comitato catalano) |

|                                   |           |  |
| Alcácer 31’ Parejo 45’ Piatti 56’ | Marcatori |  |

| Arbitro: | Carlos Clos Gómez |

|                                  |           |                 |
| Piatti 7’ Parejo 63’ Alcácer 73’ | Marcatori | 90+1’ S. García |

| Arbitro: | Alberto Undiano Mallenco |

|  |           |                                            |
|  | Marcatori | 7’ Alcácer 20’ A. Gomes 72’ (rig.) de Paul |

| Arbitro: | Vicandi Garrido |

|                                   |           |  |
| Alcácer 22’ Gayá 26’ Feghouli 73’ | Marcatori |  |

| Arbitro: | Iglesias Villanueva |

|                |           |         |
| S. Canales 36’ | Marcatori | 15’ Gil |

| Arbitro: | Teixeira Vitienes (Comitato Cántabro) |

|                                            |           |               |
| Miranda 6’ (aut.) A. Gomes 7’ Otamendi 13’ | Marcatori | 29’ Mandžukić |

| Arbitro: | Estrada Fernández |

|                                              |           |  |
| Mustafi 36’ (aut.) Lucas Pérez 43’ Toché 72’ | Marcatori |  |

| Arbitro: | Alberto Undiano Mallenco |

|                                          |           |                |
| Mustafi 13’ Parejo 18’ Lombán 63’ (aut.) | Marcatori | 90+3’ Jonathas |

| Arbitro: | Pérez Montero |

|               |           |                                      |
| Trigueros 88’ | Marcatori | 6’ (aut.) Trigueros 64’, 73’ Mustafi |

| Valencia 9 novembre 2014, ore 19:00 CEST 11ª giornata | Valencia         | 0 – 0 referto | Athletic Bilbao | Mestalla (39.600 spett.)\| Arbitro: \| Del Cerro Grande \| |
| Arbitro:                                              | Del Cerro Grande |               |                 |                                                            |

| Arbitro: | Vicandi Garrido |

|                           |           |            |
| Casadesús 58’ Morales 74’ | Marcatori | 73’ Parejo |

| Arbitro: | David Fernández Borbalán |

|  |           |                |
|  | Marcatori | 90+4’ Busquets |

| Arbitro: | Hernández Hernández |

|             |           |             |
| Success 89’ | Marcatori | 83’ Negredo |

| Arbitro: | J.A. Teixeira Vitienes |

|                              |           |  |
| Feghouli 13’, 34’ Piatti 36’ | Marcatori |  |

| Arbitro: | Carlos Velasco Carballo |

|  |           |             |
|  | Marcatori | 31’ Alcácer |

| Arbitro: | Gil Manzano |

|                           |           |                       |
| Barragán 52’ Otamendi 65’ | Marcatori | 14’ (rig.) C. Ronaldo |

| Arbitro: | González González |

|              |           |             |
| Orellana 61’ | Marcatori | 43’ Rodrigo |

| Arbitro: | Vicandi Garrido |

|                                    |           |                |
| Parejo 11’ Rodrigo 28’ Negredo 83’ | Marcatori | 13’, 33’ Hemed |

#### Girone di ritorno
| Arbitro: | Jaime Latre |

|                                  |           |                  |
| Parejo 18’ (rig.), 31’ Fuego 56’ | Marcatori | 36’ (rig.) Bacca |

| Arbitro: | Carlos Clos Gómez |

|                |           |  |
| Castillejo 25’ | Marcatori |  |

| Arbitro: | Melero López |

|            |           |                       |
| Garcia 89’ | Marcatori | 62’ Piatti 85’ Parejo |

| Arbitro: | González González |

|                    |           |  |
| Negredo 71’ (rig.) | Marcatori |  |

| Arbitro: | Alberto Undiano Mallenco |

|                   |           |                      |
| Ghilas 74’ (rig.) | Marcatori | 38’ Gomes 81’ Piatti |

| Arbitro: | Estrada Fernández |

|                 |           |  |
| Piatti 53’, 56’ | Marcatori |  |

| Arbitro: | Santiago Jaime Latre |

|          |           |             |
| Koke 33’ | Marcatori | 78’ Mustafi |

| Arbitro: | Álvarez Izquierdo |

|                                    |           |  |
| Parejo 61’ (rig.) Paco Alcácer 72’ | Marcatori |  |

| Arbitro: | Fernández Borbalán |

|  |           |                                                                |
|  | Marcatori | 44’ Gomes 57’ Paco Alcácer 71’ (aut.) Enzo Roco 90+2’ Otamendi |

| Valencia 5 aprile 2015, ore 17:00 CET 29ª giornata | Valencia     | 0 – 0 referto | Villarreal | Mestalla (41.830 spett.)\| Arbitro: \| Melero López \| |
| Arbitro:                                           | Melero López |               |            |                                                        |

| Arbitro: | Teixeira Vitienes |

|            |           |             |
| Aduriz 90’ | Marcatori | 61’ de Paul |

| Arbitro: | Iglesias Villanueva |

|                                             |           |  |
| Paco Alcácer 16’ Feghouli 36’ Negredo 90+3’ | Marcatori |  |

| Arbitro: | González González |

|                            |           |  |
| Luis Suarez 1’ Messi 90+4’ | Marcatori |  |

| Arbitro: | Undiano Mallenco |

|                                                           |           |  |
| Javi Fuego 26’ Parejo 40’ (rig.) Feghouli 85’ Negredo 88’ | Marcatori |  |

| Arbitro: | Vicandi Garrido |

|             |           |            |
| Embarba 19’ | Marcatori | 66’ Parejo |

| Arbitro: | Estrada Fernández |

|                                          |           |                  |
| Otamendi 25’ Parejo 56’ Paco Alcácer 71’ | Marcatori | 84’ Arruabarrena |

| Arbitro: | Clos Gómez |

|                   |           |                                 |
| Pepe 56’ Isco 84’ | Marcatori | 19’ Paco Alcácer 26’ Javi Fuego |

| Arbitro: | Gil Manzano |

|              |           |                    |
| Otamendi 71’ | Marcatori | 8’ Pablo Hernández |

| Arbitro: | Hernández Hernández |

|                                            |           |                                            |
| Thomas Teye Partey 9’ Fernando Soriano 37’ | Marcatori | 28’ Otamendi 45’ Feghouli 80’ Paco Alcácer |

### Coppa del Re

#### Sedicesimi di finale
| Arbitro: | Melero López, Mario |

|                 |           |                                      |
| Álex Moreno 37’ | Marcatori | 70’ Paco Alcácer 85’ Rodrigo de Paul |

| Arbitro: | Jaime Latre, Santiago |

|                                                                        |           |                                                             |
| Paco Alcácer 7’ Jorge Morcillo 46’ (aut.) Paco Alcácer 65’ Rodrigo 71’ | Marcatori | 19’ Jozabed 23’ Pozuelo 37’ (aut.) João Pereira 61’ Embarba |

#### Ottavi di finale
| Arbitro: | Undiano Mallenco, Alberto |

|                                  |           |                      |
| José Gayá 10’ Álvaro Negredo 85’ | Marcatori | 60’ Christian Stuani |

| Arbitro: | Iglesias Villanueva, Ignacio |

|                                       |           |  |
| Felipe Caicedo 79’ Felipe Caicedo 88’ | Marcatori |  |

## Statistiche
Le statistiche di squadra sono prese da: (campionato finito)

### Statistiche di squadra
| Competizione | Punti | In casa | In casa | In casa | In casa | In casa | In casa | In trasferta | In trasferta | In trasferta | In trasferta | In trasferta | In trasferta | Totale | Totale | Totale | Totale | Totale | Totale | D.R |
| Competizione | Punti | G       | V       | N       | P       | Gf      | Gs      | G            | V            | N            | P            | Gf           | Gs           | G      | V      | N      | P      | Gf     | Gs     | D.R |
| ------------ | ----- | ------- | ------- | ------- | ------- | ------- | ------- | ------------ | ------------ | ------------ | ------------ | ------------ | ------------ | ------ | ------ | ------ | ------ | ------ | ------ | --- |
| Campionato   | 77    | 19      | 15      | 3       | 1       | 42      | 10      | 19           | 7            | 8            | 4            | 28           | 22           | 38     | 22     | 11     | 5      | 70     | 32     | +38 |
| Coppa del Re | -     | 2       | 1       | 1       | 0       | 6       | 5       | 2            | 1            | 0            | 1            | 2            | 3            | 4      | 2      | 1      | 1      | 8      | 8      | 0   |
| Totale       | 77    | 21      | 16      | 4       | 1       | 48      | 15      | 21           | 8            | 8            | 5            | 30           | 25           | 44     | 24     | 12     | 6      | 78     | 40     | +38 |

### Andamento in campionato
| Giornata  | 1  | 2 | 3 | 4 | 5 | 6 | 7 | 8 | 9 | 10 | 11 | 12 | 13 | 14 | 15 | 16 | 17 | 18 | 19 | 20 | 21 | 22 | 23 | 24 | 25 | 26 | 27 | 28 | 29 | 30 | 31 | 32 | 33 | 34 | 35 | 36 | 37 | 38 |
| --------- | -- | - | - | - | - | - | - | - | - | -- | -- | -- | -- | -- | -- | -- | -- | -- | -- | -- | -- | -- | -- | -- | -- | -- | -- | -- | -- | -- | -- | -- | -- | -- | -- | -- | -- | -- |
| Luogo     | T  | C | C | T | C | T | C | T | C | T  | C  | T  | C  | T  | C  | T  | C  | T  | C  | C  | T  | T  | C  | T  | C  | T  | C  | T  | C  | T  | C  | T  | C  | T  | C  | T  | C  | T  |
| Risultato | N  | V | V | V | V | N | V | P | V | V  | N  | P  | P  | N  | V  | V  | V  | N  | V  | V  | P  | V  | V  | V  | V  | N  | V  | V  | N  | N  | V  | P  | V  | N  | V  | N  | N  | V  |
| Posizione | 11 | 2 | 2 | 2 | 1 | 2 | 2 | 4 | 4 | 2  | 3  | 4  | 5  | 5  | 5  | 4  | 4  | 5  | 5  | 4  | 5  | 4  | 4  | 4  | 4  | 4  | 3  | 3  | 4  | 4  | 4  | 4  | 4  | 4  | 4  | 4  | 4  | 4  |

Fonte:  Liga – Classifiche, su sport.sky.it, sport.sky.it (archiviato dall'url originale il 12 marzo 2014).
Legenda:

Luogo: C = Casa; T = Trasferta. Risultato: V = Vittoria; N = Pareggio; P = Sconfitta.

### Statistiche dei giocatori
| Giocatore   | Primera División | Primera División | Primera División | Primera División | Coppa di Spagna | Coppa di Spagna | Coppa di Spagna | Coppa di Spagna | Totale   | Totale | Totale      | Totale     |
| Giocatore   | Presenze         | Reti             | Ammonizioni      | Espulsioni       | Presenze        | Reti            | Ammonizioni     | Espulsioni      | Presenze | Reti   | Ammonizioni | Espulsioni |
| ----------- | ---------------- | ---------------- | ---------------- | ---------------- | --------------- | --------------- | --------------- | --------------- | -------- | ------ | ----------- | ---------- |
| P. Alcácer  | -                | -                | -                | -                | -               | -               | -               | -               | -        | -      | -           | -          |
| D. Alves    | -                | -                | -                | -                | -               | -               | -               | -               | -        | -      | -           | -          |
| V. Araújo   | -                | -                | -                | -                | -               | -               | -               | -               | -        | -      | -           | -          |
| É. Banega   | -                | -                | -                | -                | -               | -               | -               | -               | -        | -      | -           | -          |
| A. Barragán | -                | -                | -                | -                | -               | -               | -               | -               | -        | -      | -           | -          |
| A. Cissokho | -                | -                | -                | -                | -               | -               | -               | -               | -        | -      | -           | -          |
| R. de Paul  | -                | -                | -                | -                | -               | -               | -               | -               | -        | -      | -           | -          |
| S. Feghouli | -                | -                | -                | -                | -               | -               | -               | -               | -        | -      | -           | -          |
| J. Fuego    | -                | -                | -                | -                | -               | -               | -               | -               | -        | -      | -           | -          |
| J. Gayá     | -                | -                | -                | -                | -               | -               | -               | -               | -        | -      | -           | -          |
| C. Gil      | -                | -                | -                | -                | -               | -               | -               | -               | -        | -      | -           | -          |
| A. Gomes    | -                | -                | -                | -                | -               | -               | -               | -               | -        | -      | -           | -          |
| V. Guaita   | -                | -                | -                | -                | -               | -               | -               | -               | -        | -      | -           | -          |
| A. Guardado | -                | -                | -                | -                | -               | -               | -               | -               | -        | -      | -           | -          |
| Jonas       | -                | -                | -                | -                | -               | -               | -               | -               | -        | -      | -           | -          |
| N. Otamendi | -                | -                | -                | -                | -               | -               | -               | -               | -        | -      | -           | -          |
| D. Parejo   | -                | -                | -                | -                | -               | -               | -               | -               | -        | -      | -           | -          |
| J. Pereira  | -                | -                | -                | -                | -               | -               | -               | -               | -        | -      | -           | -          |
| P. Piatti   | -                | -                | -                | -                | -               | -               | -               | -               | -        | -      | -           | -          |
| H. Postiga  | -                | -                | -                | -                | -               | -               | -               | -               | -        | -      | -           | -          |
| Rodrigo     | -                | -                | -                | -                | -               | -               | -               | -               | -        | -      | -           | -          |
| V. Ruiz     | -                | -                | -                | -                | -               | -               | -               | -               | -        | -      | -           | -          |
| R. Vezo     | -                | -                | -                | -                | -               | -               | -               | -               | -        | -      | -           | -          |
| J. Viera    | -                | -                | -                | -                | -               | -               | -               | -               | -        | -      | -           | -          |

## Giovanili

### Organigramma societario
Area direttiva
- Direttore generale: Francisco Joaquín Pérez[33]
- Direttore sportivo: José Manuel Embela[34]
- Direttore tecnico: Rubén Baraja[35]
- Amministratore delegato Valencia Mestalla: Salvador Gomar[36]

Area tecnica - Valencia Mestalla
- Team manager: Francisco Camarasa Castellar
- Allenatore: Curro Torres
- Preparatore dei portieri: Luis Vicente de Miguel Rivera
- Magazziniere: Pedro Mares Sancho

Area sanitaria - Valencia Mestalla
- Medico: Antonio Giner Marco
- Fisioterapista: Joaquín Galindo Valiente
- Recupero infortunati: Gonzalo Bau Requesens

Area tecnica - Juvenil A
- Team manager: Angel Gallego
- Allenatore: Rubén Baraja[9]
- Allenatore in seconda: Carlos Arroyo
- Preparatore dei portieri: Marrama
- Preparatore atletico: Manu Poblaciones

Area tecnica - Juvenil B
- Team manager: Eduardo Llorens
- Allenatore: Rubén Mora
- Allenatore in seconda: Xavi Calabuig
- Preparatore dei portieri: Marrama
- Preparatore atletico: Toni Astorgano

Area tecnica - Cadete A
- Team manager: Fernando
- Allenatore: Miguel
- Allenatore in seconda: Toni
- Preparatore dei portieri: Toni Ibañez
- Preparatore atletico: Sergi

Area tecnica - Cadete B
- Team manager: Alberto
- Allenatore: Taja
- Allenatore in seconda: Manuel Ruz
- Preparatore dei portieri: Toni Ibañez
- Preparatore atletico: Alvaro

Area tecnica - Cadete C
- Team manager: Antonio
- Allenatore: Raúl Muñoz
- Preparatore dei portieri: Toni Ibañez
- Preparatore atletico: Juan Carlos Serra

Area tecnica - Cadete D
- Allenatore: Juanfran
- Allenatore in seconda: Daniel
- Preparatore atletico: Juan Carlos Serra

Area tecnica - Infantil A
- Team manager: Jose Joaquin
- Allenatore: Jorge Manteca
- Allenatore in seconda: Toni Hernandez
- Preparatore dei portieri: Toni Ibañez
- Preparatore atletico: Adrián

Area tecnica - Infantil B
- Team manager: Gabi
- Allenatore: Miguel Angel Angulo
- Allenatore in seconda: Rodrigo Aranda
- Preparatore dei portieri: Toni Ibañez
- Preparatori atletici: Rubén Hernandez e Michel Bellver

Area tecnica - Infantil C
- Team manager: Luis
- Allenatore: Sergio Ventosa
- Preparatore dei portieri: Toni Ibañez
- Preparatore atletico: Rafa Murgui

Area tecnica - Infantil D
- Allenatore: Miguel Angel Vila
- Preparatore atletico: Rodrigo Aranda

### Piazzamenti
- Valencia Mestalla:
  - Segunda División B 2014-15:
- Juvenil A:
  - Campionato:
- Juvenil B:
  - Campionato:
- Cadete A:
  - Campionato:
- Cadete B:
  - Campionato:
- Infantil A:
  - Campionato:
- Infantil B:
  - Campionato: